# میخائیل ملتیخوف
میخائیل ایوانوویچ ملتیخوف (روسی: Russian: Михаил Иванович Мельтюхов، تلفظ [mɪxɐˈil ɪˈvanəvitɕ mɪlʲˈtʲuˈxof])، (زادهٔ ۱۴ مارس ۱۹۶۶)، تاریخ‌دان نظامی روسیه است.

## آثار
ملتیخوف در مسکو به دنیا آمد.
در سال ۱۹۹۵، او از پایان‌نامه "تاریخ نگاری معاصر در مورد پیش از تاریخ جنگ آلمان و شوروی " در مورد تاریخ‌نگاری مربوط به آغاز جنگ جهانی دوم دفاع کرد. از آن زمان، او آثار تحقیقی متعددی را منتشر کرده‌است که بسیاری از آنها به دلیل بررسی انتقادی مفاهیم رسمی شوروی از جنگ جهانی دوم قابل توجه هستند. برخی از آثار مهم در این راستا عبارتند از: در آستانه جنگ بزرگ میهنی: بحث ادامه دارد و فرصت از دست رفته استالین و "جنگ‌های شوروی-لهستان: بن بست نظامی و سیاسی در ۱۹۱۸–۱۹۳۹".
ملتیوخوف همچنین در مجموعه مقالاتی که اخیراً در مورد ایده‌های ویکتور سووروف منتشر شده بود، مشارکت داشت. ملتیخوف به‌طور کلی از برخی ایده‌های سووروف حمایت کرد، اما او را به دلیل نادرستی مورد انتقاد قرار داد. در آخرین اثر خود، کمپین آزادی استالین، او به تلاش‌های جوزف استالین برای بازپس‌گیری «سرزمین‌های از دست رفته» امپراتوری روسیه، به عنوان مثال، بسارابیا می پردازد. او فرضیه ای ارائه می‌دهد که دقیقاً در زمان اشغال بیسارابی توسط شوروی، آدولف هیتلر تصمیم به حمله به اتحاد جماهیر شوروی گرفت، زیرا متوجه شد که ارتش سرخ می‌تواند به سرعت ذخایر نفت آلمان را در رومانی با حمله به بیسارابی قطع کند. جنجال طرح‌های تهاجمی شوروی قبلاً توسط ویکتور سووروف ارائه شده بود که آمادگی شوروی را برای حمله توصیف می‌کرد.